# Втора българска държава
Втората българска държава, наричана и Второ българско царство е създадена през 1185 г. след въстанието на Асен и Петър срещу ромейската власт. Коронясването на Петър IV за български цар и сключеното впоследствие примирие с ромейския император Исак II Ангел установява възобновяването на българската държава.
Втората българска държава е феодална държава, империя, продължителка на Първата българска държава (681 – 1018). Тя просъществува до 1396 г. според общоприетите възгледи на историците, (според някои до 1422).
Институциите във Втората българска държава са изцяло повлияни от византийската държавност.

## Византия в края на XII век
Въпреки несъмнените успехи на управлението на Мануил I Комнин Византия започва да упада под влиянието както на външни, така и на вътрешни политически и военни фактори. Мануил I Комнин се опитва да възвърне Южна Италия в границите на империята и да прочисти Мала Азия от селджукските турци, но в битката при Мариокефалон селджукските турци разгромяват войските му, утвърждавайки позициите си в Мала Азия. В самата Византия започва разцепление и се появяват феодали, които все повече подкопават устоите на централната власт. В страната се засилват корупцията и социалното недоволство. Пример за това са случаи, в които някои от по-бедните семейства се принуждават да продават децата си в робство, за да има с какво да преживяват.
Към 1183 г. в северната част на страната нахлуват маджарите, които плячкосват районите Ниш и Средец и в грабителски набег дори открадват мощите на Св. Иван Рилски. Две години по-късно норманите нападат Драч и Солун и превземайки ги, извършват масови кланета над населението. Впоследствие норманската армия се насочва към Константинопол, но благодарение на главния военачалник (стратег) на Византийската армия Алексий Врана нашествениците са отблъснати. В същото време в Константинопол е извършен преврат и на трона се възкачва Исак II Ангел, който сключва династичен брак с Маргарита Унгарска (* 1175, † 1233), дъщерята на маджарския крал Бела III.

## Въстанието на Асен и Петър
Братята Асен (Иван Асен I) и Петър (Петър IV) отрастват сред мизийската аристокрация и проявяват загриженост и интерес към състоянието в българските земи като внимателно следят битките в Тракия и настроенията в Мизия. Двамата братя се явяват при Исак II Ангел с искания да бъдат зачислени като стратиоти и да им бъде отпуснат имот, с което да се превърнат в местни феодали, подчинени на василевса. Исак II им отказва, а те на свой ред го заплашват, че ще има бунтове заради това негово решение. Всъщност Асен и Петър просто търсят повод, за да разбунят още повече духовете в българските земи. Обидата нанесена на Асеневци и увеличаването на данъците по-рано нагнетяват обстановката до състояние на размирици, от които братята Асен и Петър се възползват, за да обявят и оглавят въстание. За това допринася и разрасналият се по това време страх сред православното население на Византия, че св. Димитър е вдигнал благоволението си от ромеите: тъй като по това време Солун е нападнат от норманите, се понася слух, че светията се е отказал от покровителството си над града и вместо това е станал закрилник на българите. Като доказателство за това твърдение се приема случаят с икона на светеца, която по неведоми пътища изчезва от Солун и попада в Търновград.
В края на месец октомври, когато се чества празникът на св. Димитър, при освещаването на нова църква, кръстена на светеца, Асен и Петър обявяват началото на бунта против византийската власт. Теодор бива провъзгласен за цар, тъй като е по-старият от двамата братя, и приема името Петър в чест на св. цар Петър I, а свещеникът Василий е назначен за архиепископ. Скоро въстанието обхваща цяла Северна България като единственият незасегнат град остава Варна. Византийската власт не успява да реагира адекватно на събитията, тъй като по това време се водят ожесточени дворцови интриги и спорове между Исак II Ангел и претендента за трона – Исак Комнин. Чак след като бунтовниците преминават Стара планина, срещу тях е изпратена войска, която обаче претърпява поражение. През пролетта на 1186 г. самият Исак II решава да поведе войската срещу въстаниците. Възползвайки се от падналата мъгла, византийската армия успява да премине през Стара планина, без да бъде засечена, и прогонва братята отвъд Дунава при куманите. Византийската войска опожарява няколко ниви за назидание и се оттегля, докато през това време Асеневци преговарят с куманите за общи действия против Византия.
През есента на 1186 година българо-куманската армия преминава през Стара планина и се разделя на два отряда – единият се отправя към Македония, а другият остава да действа в Източна Тракия. Войната се води с променлив успех, което кара Исак II да събере всички боеспособни войници от южните теми. По време на престоя си в Средец Исак II убеждава Бела III да върне откраднатите мощи на св. Иван Рилски, вероятно в отчаян опит да умилостиви надигналата се вълна от български въстаници. Унгарският крал връща мощите, но без едната ръка, която остава в Грац. През пролетта на 1187 г. византийците преминават през Стара планина и обсаждат Ловешката крепост. Обсадата продължава по-дълго, отколкото Исак II първоначално предполага, и той решава да проведе мирни преговори. В тях императорът признава властта на Асеневци над Мизия, като в замяна взема в плен брата на Асен и Петър – Йоаница (Калоян). Въпреки примирието и признаването на контрола на Асеневци над Мизия, въпросът за легитимността на тази власт остава неразрешен. Веднага след примирието Асеневци се заемат с възстановяване на държавната власт, съграждане на нови крепости и разпределяне на гарнизони. Като столица се утвърждава Търновград поради много добрата си естествена защита и недостъпност. Впоследствие Търново се издига като един от най-големите културно-политически и религиозни центрове на българските земи, а и на Балканите.
Малко след преминаването на кръстоносците от III Кръстоносен поход през българските и византийските земи, Исак II решава окончателно да уреди сметките си с българите и организира поход срещу Търново. Градът обаче е добре укрепен и ромеите не успяват да го превземат. Любопитен факт гласи за фалшив беглец от града, който „предупреждава“ василевса, че многолюдни кумански войски са тръгнали в помощ на българите, при което византийският император заповядва незабавно изтегляне. При преминаването на войската му през Тревненския проход през 1190 г. тя бива почти напълно унищожена от българите. Оттогава Асеневци поемат инициативата и започват военни действия из цяла Тракия. По време на едно от сраженията е извършен преврат срещу Исак II. Година по-късно обаче е покосен и цар Иван Асен от заговорника Иванко, който бива прогонен от българските територии, а на престола отново се възкачва Петър. Той управлява българската държава само една година, защото през 1197 г. става жертва на болярски заговор. Никита Хониат отбелязва, че той взима за свой помощник в управлението най-малкия си брат Калоян, който междувременно избягва от Константинопол (1189 – 1190 г.).

## Цар Калоян Ромеоубиец
Калоян (Йоаница) (1197 – 1207), по-късно станал известен с прозвището „Ромеоубиец“, се възкачва на престола, когато държавата е нестабилна заради болярската опозиция и отцепничество. През 1202 г. Католическата църква организира Четвъртия кръстоносен поход. По предложение на Венеция рицарите нападат пристанището Зара, плячкосвайки го. След това Венеция сключва съюз с Алексий IV Ангел, който по това време е в тъмница заедно с баща си – бившият василевс Исак II Ангел. Рицарите се отправят към Константинопол, за да го плячкосат и превземат, след което според уговорката, Алексий IV трябва да седне на трона. Византийският император Алексий III Ангел междувременно сключва мир с цар Калоян, като в договора е включено, че под властта на Калоян попада цяла Северна България, Браничевската и Белградската област, част от Северна Тракия и Македония. По това време обаче Унгария окупира Белградската и Браничевската област под претекст, че България ги притежава незаконно. Цар Калоян събира кумански наемници и успява да прогони унгарците от земите си. Още през 1199 г. папа Инокентий III предлага на Калоян да признае неговата власт над българските земи при положение, че Калоян признае върховенството на Католическата църква, а с което и положението на папоцезаризъм (надмощие на Църквата над светските владетели, присъщо за католическия свят в Западна Европа; папата е над цезаря). В продължение на 5 години Калоян и Инокентий III уточняват условията на евентуалната уния. В желанието си да се понрави на Калоян папа Инокентий убеждава унгарския крал да се откаже от Белградската и Браничевската област. За да успее да договори това, което иска, Калоян демонстрира брилянтна политическа мисъл и умело лавира между Изтока и Запада, като симулира преговори с Византия за провъзгласяването му за цар (цѣсарь – цезар) – титла, равностойна на император и признаването на автокефална църква. Желанието на Калоян е България да остане в сферата на влияние на източноправославието, където властва цезаропапизмът (владетелят не се ръководи от Църквата; цезарят е над папата).
На 13 април 1204 г. кръстоносците от Четвъртия кръстоносен поход превземат Константинопол и временно прекратяват съществуването на Източната римска империя (Византия), от която се обособяват няколко самостоятелни нови държави – Никейската империя (считана за наследник на Византия), Епирското деспотство (също имащо претенции за наследяване на византийския трон), както и отделилата се седмици по-рано Трапезундска империя. В превзетите територии кръстоносците основават Солунското кралство и новосъздадената Латинска империя. На 8 ноември е сключена унията, като папата дава на Калоян титлата крал (по-нисша титла от цар) и титлата примас на българския духовен глава, които според папата отговаряли на цар и патриарх. Цар Калоян подписва клетва-договор, в която той се задължава да признае върховенството на Римокатолическата църква и да се подчинява на папските решения. С превземането на Константинопол от кръстоносците веднага се разбира, че те не желаят да живеят в мир с българите. Цар Калоян изпраща писмо на латинския император Балдуин Фландърски с предложение за сключване на мирен договор. Императорът обаче отхвърля искането и проявява претенции към българските земи и казва, че България е била част от бившата Византийска империя. В началото на 1205 г. Калоян сключва договор с византийската аристокрация от градовете в Тракия за общи действия срещу латинците.
По предварително даден знак всички по-големи тракийски крепости въстават срещу властта на Балдуин, а българската войска им се притичва на помощ. Така в битката при Одрин голям брой от рицарите биват избити. В боя е пленен самият император Балдуин Фландърски, който бива заточен в крепостта в Търновград. След битката при Одрин българската армия напредва към Тракия и Македония, което всява смут във византийската аристокрация. Тя се отказва от договора си с цар Калоян. Разгневен от това, Калоян навлиза в Пловдив и избива отстъпниците. През 1207 г. войната се разгаря с пълна сила, а цар Калоян сключва договор с Никея за съвместна атака срещу Константинопол. Българската войска обсажда Одрин, а куманската конница достига до Константинопол. Обсадата продължава дълго време и в крайна сметка куманите се оттеглят. Калоян е принуден да снеме обсадата над престолния град, но преминава с войските си в Беломорска Тракия, за да обсади Солун. В навечерието на решителния щурм Калоян бива убит от болярски заговор, начело на който са племенникът му Борил и куманският войвода Манастър.

## Цар Иван Асен II
По време на управлението си Борил (1207 – 1218) губи Пловдив, Белград, Браничево и Ниш. През 1213 г. с династичен брак между дъщерята на Борил и император Хенрих е сключен мирен договор с Латинската империя. Династичен брак е сключен и между друга дъщеря на Борил и унгарския крал Бела IV, с което отношенията с Унгария се подобряват. В България за пръв път се появява феодалното отцепничество – Алексий Слав се отделя с владенията си в Родопите и Пиринско, не признавайки властта на Борил, а севастократор Стрез става самостоятелен в Македония със столица Просек.
През 1217 г. в България се завръщат синовете на цар Иван Асен I – Иван Асен II и севастократор Александър, които биват посрещнати с въодушевление от българското население. Цар Борил се укрепява в Търново, но бива изоставен от съюзниците си и пленен. На българския престол се възкачва Иван II Асен.
Иван Асен II оценява политическата полза от династичните бракове и при връщането на унгарския крал Андраш II е договорен брак между българския цар и дъщерята на Андраш II – Ана. Като зестра Иван Асен II получава дългогодишно оспорваните територии Белград и Браничево. Тази негова политика на политическо сключване на бракове с цел придобиване на територия, осигуряване на съюзник или временно запазване на мирното статукво извежда България на три морета и до края на Иван-Асеновото управление я превръща в една от най-мощните държави на Стария континент в този период.
В южната част на Балканите Епирското деспотство стремглаво набира сила, като неговият владетел Теодор Комнин превзема Солунското княжество. Иван Асен II урежда династичен брак между една от своите дъщери и Теодор Комнин, с което си осигурява временна сигурност откъм южните предели на царството.
През 1228 г. умира латинският император Робер дьо Куртене, а на престола се възкачва малолетният му брат Балдуин II. Сключен е мирен договор между латинските барони и Иван Асен II за това регент на Балдуин II да стане българският цар. Договорът бива скрепен с годежа на малолетната дъщеря на българския цар Елена с Балдуин II. Като клауза българите се задължават да помагат на Латинската империя във войните ѝ с Епир, а Пловдив е върнат отново в българско владение. Латинците обаче решават да се подсигурят срещу евентуалните амбиции на Иван Асен II и зад гърба му сключват договор с бившия йерусалимски крал Жан дьо Бриен (Йоан дьо Бриен), като го приемат за настойник и обещават Балдуин II да се сгоди с дъщеря му Мария дьо Бриен.
През 1230 година опасенията на българския цар за офанзива от страна на Епир се оправдават и Теодор Комнин напада България. Двете армии се срещат на 9 март в битката при Клокотница. Българският владетел проявява стратегическо и военно майсторство, като успява да разгроми по-многобройната вражеска армия. Самият Комнин бива пленен заедно със семейството си, а пленените войници са освободени – почти безпрецедентен акт във военната история на Средновековна Европа. Последица от битката при Клокотница е разпадът на Епирското деспотство, като само в Солун продължава да управлява в качеството си на васал на България братът на Теодор Комнин – Мануил.
Действията на латинците стават явни за Иван Асен II чак през 1231 година, когато Жан дьо Бриен е коронясан официално и е обявен за настойник на Балдуин II, в разрез с договора, сключен по-рано с България. Иван Асен II скъсва унията с Римската църква и премахва търновския архиепископ Василий, който е проримски настроен. В отговор на това папа Григорий IX успява да склони унгарския крал Андраш II да нападне България. Унгарците окупират Белград и Браничево, но бързо са разбити от българската войска. България влиза в съюз с новия сръбски крал Владислав, като е сключен династичен брак между една от дъщерите на Иван Асен II и Владислав. След това царят обръща вниманието си към разправа с латинците. България и Никейската империя започват да водят преговори за съвместни действия срещу Латинската империя. От страна на Иван Асен бива търсено разрешаване на въпроса за независима българска патриаршия. Никейският император (и наследник на византийския престол) Йоан III Дука Ватаци гледа на съюза с България като възможност за обсаждането на Константинопол от двете му страни. С династичен брак между дъщерята на Иван Асен II Елена (която е сгодена преди това за Балдуин II) и никейския престолонаследник Теодор II Ласкарис бива скрепен договорът между България и Никея. На събор в Лампсак (тогава в Никея) архиепископ Йоаким I Български бива провъзгласен за патриарх на българите. През 1235 г. Константинопол е обсаден, но обсадата не дава резултат. Иван Асен II разваля договора с Никея заради смъртта на Жан дьо Бриен и надеждата на царя да заеме мястото му като единствен жив регент. Българи и латинци сключват договор срещу Никея. Бива обсадена крепостта Цурулум, но по време на обсадата Иван Асен II узнава, че жена му, най-малкото му дете и патриархът са починали от чума. Иван Асен II вижда в това нещастие „божие наказание“ и отново сключва договор с Никея. Няколко години преди смъртта си Иван Асен II се жени за племенницата на Теодор Комнин – Ирина Комнина. Българският цар умира през 1241 г., с което идва и краят на възхода на Второто българско царство.

## България в периода 1241 – 1300 г.
В периода след смъртта на цар Иван Асен II до края на века България изпада в дълбока криза. Причините за тази криза са комплексни. Най-важната от тях е може би малолетието на синовете на Иван Асен и започналите интриги в българския царски двор. Външните причини за кризата в страната са засилването мощта на Никейската империя, татарските нашествия и нарастването на политико-военната сила и на Сръбското княжество (по-късно царство със самостоятелна патриаршия при сръбския цар Стефан Душан) през посочения период.
Владетели
- Калиман I Асен (1241 – 1246 г.)
- Михаил II Асен (1246 – 1256 г.)
- Калиман II (1256)
- Мицо Асен (1256 – 1257 г.)
- Константин Тих Асен (1257 – 1277 г.)
- Ивайло (1277 – 1279 г.)
- Иван Асен III (1279 г.)
- Георги I Тертер (1280 – 1292 г.)
- Смилец (1292 – 1298 г.)
- Иван IV Смилец (1298 – 1300 г.; спорен)

## България в периода 1300 – 1323 г.
- Чака (1300 г.)
- Теодор Светослав Тертер (1300 – 1321)
- Георги II Тертер (1321 – 1323 г.)

## Шишмановци 1323 – 1422 г.
- Михаил III Шишман (1323 – 1330 г.)
- Иван Стефан (1330 г.)
- Иван Александър (1331 – 1371 г.)
- Иван Шишман (1371 – 1395 г.; цар на Търновското царство)
- Иван Срацимир (1356 – 1396 г.; цар на Видинското царство)
- Константин II Асен (1396 – 1422 г.; цар на Видинското царство)

## Добруджанско деспотство 1325 – 1397
- Балик (? – 1366 г.)
- Добротица (1366 – 1385 г.)
- Иванко (1385 – 1397 г.)

## Падане на България под османска власт 1371 – 1396 г.
През това време България е под ударите на османските нашественици. Многобройни османски грабители преминават през Дарданелите от Мала Азия и опустошават Тракия. Много градове са ограбени и изгорени.
Постепенно османските турци навлизат в българска територия, като първо завладяват Северна Тракия и постепенно превръщат Търновското царство във васално княжество. Най-важните дати са:
- 1371 г. – битката при Черномен
- 1389 г. – превземането на София
- 1393 г. – пада Търновското царство
- 1396 г. – Битката при Никопол
- 1396 г. – пада Видинското царство

## Икономика
През Средновековието България не се различава много икономически от останалите държави в Европа.
През 12 – 14 век в България е развита металургията. През 13 век в Западна България се прилагат методите на Саксонските мини, особено в регионите около Чипровци и Кюстендил.
Характерни за този период са и добивът и износът на сол.

## Култура през Втората българска държава
През 13 и 14 век България има голямо значение за културата на Балканите и Търново става един от най-развитите в културно отношение градове (сравним със Солун и Константинопол). В българския престолен град се основава училище на изкуството, Търновска художествена школа, Търновска книжовна школа, силно повлияни от византийската литература. Строят се забележителни църкви и други сгради.